# Fingscheidt
Fingscheidt ist eine Hofschaft im Norden der bergischen Großstadt Wuppertal.

## Lage und Beschreibung
Die Hofschaft liegt im Nordosten des Wohnquartiers Siebeneick im Stadtbezirk Uellendahl-Katernberg an der Kreisstraße 11 auf einer Höhe von 253 m ü. NHN im Tal des Hardenberger Bachs nahe der Stadtgrenze zu Velbert-Neviges.
Benachbarte Orte sind Worth, Öters, Knorrsiepen, Frickenhaus, Untenrohleder, Heidacker, Schmitzhaus, Grüntal, Saurenhaus, Schmürsches, Schimmelshaus, Bruch, Schevenhof, Krieg, Wolfsholz und Zur Mühlen (zu Velbert).
Fingscheidt liegt am Rande eines Golfplatzes des Golfclubs Bergisch Land.

## Etymologie und Geschichte
Der Hof Fingscheidt wurde erstmals vor 1220 unter dem Namen Vinkenscheide in der kleinen älteren Vogteirolle und um 1220 in der größeren, jüngeren Vogteirolle des Grafen Friedrich von Isenberg-Altena urkundlich erwähnt, dieser war zur oben genannten Zeit Schirmvogt des Stiftes Essen.
Der Hof Fingscheidt gehörte jedoch zum Hufenbesitz des Stiftes Rellinghausen. Dieser Hofesverband erscheint in den Isenberger Rollen als „Curia Rolinchusen“. Das Stift Rellinghausen wurde im Jahr 998 gegründet. Sein umfangreicher Besitz an Höfen (darunter auch Fingscheidt) erhielt das Stift bereits bei der Gründung. So bleibt zu vermuten, dass auch der Hof Fingscheidt bereits im Jahre 998 existierte bzw. zu dieser Zeit gegründet wurde.
Der Hof Fingscheidt gehörte zur Herrschaft Hardenberg im Bereich des Herzogtums Berg. Die nächste urkundliche Erwähnung erfolgte um 1355 im Verzeichnis der zur Herrschaft Hardenberg gehörigen Güter und Einkünfte unter dem Namen Winkescheide.
Weitere urkundliche Erwähnungen erfolgten um 1442 im Verzeichnis der Sattel- und Kurmudsgüter des Hauses Hardenberg unter dem Namen Winckenscheyt, sowie 1508 in der Schatzungsliste der Herrschaft Hardenberg (Vinckenscheidt), 1538 Einkünfte der Herrschaft Hardenberg aus der Mai- und Herbstbede, Zinsen, Kuhgeld und Akzisen (Vynckenschit), erneut 1538 (Vynskenschyt), 1602 aus der Schatz-Zettul der Turckensteuer (Windtscheidt) und Mitte des 17. Jahrhunderts – Aufzeichnung der Hardenbergischen herrschaftlichen Rechte und Einkünfte (Finscheidt).

Im 17. Jahrhundert ist der Hof bereits in die zwei unmittelbar benachbart gelegenen Höfe Große Windtscheidt und Underste Windtscheidt gespalten gewesen, die beide zur Hardenberger Bauerschaft Oberste Siebeneick gehörten.
1703 wird Große Windscheidt nun Oben zu Fingscheidt und Unterste Windscheidt nun Unten-Fingscheidt genannt, letzterer wird nur als halber Hof verzeichnet. Später erfolgte ein weiterer Abspliss, der Hof Mittlere Fingscheidt. Die drei unmittelbar benachbarten Höfe bildeten zusammen ab dem 19. Jahrhundert den geschlossenen Siedlungsbereich, der heute unter dem Namen Fingscheidt bekannt ist.
1681 – Unter diesem Datum erteilte die Freifrau von Bernsau, verwitwete von Schaesberg, dem Johann Fingscheidt die Erlaubnis, auf seinem Hof zu seiner und einiger benachbarter Kinder des Kirchspiels Langenberg Unterweisung im Lesen und Schreiben einen Schul- und Lehrmeister zu halten: bis zu fernerer und anderweiten Verordnung.
1719 bis 1721 wurde in Fingscheidt im Talgrund auf der anderen Seite der heutigen Kreisstraße ein neues Schulhaus errichtet, das erste Schulgebäude in der Gemeinde Dönberg. 1852 wurde das Gebäude aufgrund steigender Schülerzahlen durch ein größeres ersetzt, in der bis zum März 1963 Unterricht erteilt wurde.
Im 19. Jahrhundert gehörte Fingscheidt zu den Außenortschaften der Kirchengemeinde Dönberg in der Stadt Hardenberg-Neviges, die 1935 in Neviges umbenannt wurde. Damit gehörte es von 1816 bis 1861 zum Kreis Elberfeld und ab 1861 zum alten Kreis Mettmann.
Im Gemeindelexikon für die Provinz Rheinland von 1888 werden für Oberfingscheid ein Wohnhaus mit sechs Einwohnern, für Mittelfingscheid ein Wohnhaus mit acht Einwohnern und für Untenfingscheid ein Wohnhaus mit vier Einwohnern angegeben.
Mit der Kommunalreform von 1929 wurde der östliche Teil von Obensiebeneick abgespalten und zusammen mit südlichen Dönberger Ortschaften in die neu gegründete Stadt Wuppertal eingemeindet, der Rest Obensiebeneicks mit dem Fingescheidter Höfen verblieb zunächst bei Neviges. Durch die nordrhein-westfälische Gebietsreform kam Neviges mit Beginn des Jahres 1975 zur Stadt Velbert und das restliche Obensiebeneick wurde ebenfalls Wuppertal eingemeindet.
Die Gebäude der Höfe Obere Fingscheidt und Mittlere Fingscheidt wurden 1962 bzw. 1963 abgetragen, der Hof Untere Fingscheidt und das neue Schulgebäude sind erhalten und bilden mit den Nebengebäuden heute den Ort Fingscheidt. Das alte Schulgebäude fiel 1993 einem Brand zum Opfer.
In der lokalen Mundart wurde der Ort auch als ongen te Fingescheidt, medelste Fingscheidt, oven te Fingscheidt und olle Schoal bezeichnet.